# 7 Dywizja Strzelców Spadochronowych (III Rzesza)
7 Dywizja Strzelców Spadochronowych (niem. 7. Fallschirm-Jäger-Division) – niemiecka dywizja strzelców spadochronowych z okresu II wojny światowej. W składzie tej dywizji walczył m.in. Joseph Beuys.
7. Dywizja  Strzelców Spadochronowych powstała na terenie Holandii w październiku 1944 roku z przemianowania dywizji Erdmann. Jednostka walczyła w ramach samodzielnych grup bojowych pod Arnhem w roku 1944. Dywizja trafiła do brytyjskiej niewoli w rejonie Oldenburga w roku 1945.

## Skład
- Fallschirmjägerregiment Nr 19
- Fallschirmjägerregiment Nr 20
- Fallschirmjägerregiment Nr 21
- Fallschirm-Granatwerfer-Abteilung 7
- Fallschirm-Artillerie-Regiment 7
- Fallschirm-Panzer-Jäger-Abteilung 7
- Fallschirm-Pionier-Bataillon 7
- Fallschirm-Flak-Abteilung 7
- Fallschirm-Luftnachrichten-Abteilung 7
- Fallschirm-Feldersatz-Bataillon 7